# میس می آی
میس می آی (انگلیسی: Miss May I) یک گروه موسیقی متال‌کور آمریکایی از تروی، اوهایو است که از سال ۲۰۰۷ آغاز به کار کرد.